# Svoboda 1945
Svoboda 1945, celým názvem Svoboda 1945: Liberation, je česká videohra z roku 2021, která je pokračováním hry Attentat 1942. Hra vypráví příběh konce 2. světové války a následného odsunu Německého obyvatelstva z pohledu lidí, kteří události zažili. Hra je založena na filmových rozhovorech, interaktivních komiksech a autentických záběrech. Postavy ve hře a jejich příběhy jsou fiktivní, ale byly vytvořeny na základě historického výzkumu a dobových svědectví.

## Hratelnost
Svoboda 1945 je point-and-click adventura, ve které se hráč ocitá v roli památkáře, jež byl vyslán do obce Svoboda zhodnotit historickou hodnotu staré školy. Místní podnikatel usiluje o zbourání školy a odkoupil pozemek na němž se škola nachází. Památkář však na půdě nalezne fotku svého dědy a začne pátrat po historii místa, zatímco se snaží bojovat proti podnikatelskému Mamonu. Samotná hratelnost se od předchozího dílu příliš nezměnila. Hráč pokládá otázky svědkům někdejších událostí a pomalu tak rozkrývá příběh.